# Ducy-Sainte-Marguerite
Ducy-Sainte-Marguerite és un municipi francès situat al departament de Calvados i a la regió de Normandia. L'any 2007 tenia 141 habitants.

## Demografia

### Població
El 2007 la població de fet de Ducy-Sainte-Marguerite era de 141 persones. Hi havia 52 famílies de les quals 16 eren unipersonals (16 dones vivint soles i 16 dones vivint soles), 8 parelles sense fills, 24 parelles amb fills i 4 famílies monoparentals amb fills.
La població ha evolucionat segons el següent gràfic:
Habitants censats

### Habitatges
El 2007 hi havia 69 habitatges, 56 eren l'habitatge principal de la família, 6 eren segones residències i 7 estaven desocupats. 68 eren cases i 1 era un apartament. Dels 56 habitatges principals, 45 estaven ocupats pels seus propietaris, 8 estaven llogats i ocupats pels llogaters i 3 estaven cedits a títol gratuït; 2 tenien dues cambres, 10 en tenien tres, 8 en tenien quatre i 36 en tenien cinc o més. 48 habitatges disposaven pel capbaix d'una plaça de pàrquing. A 17 habitatges hi havia un automòbil i a 31 n'hi havia dos o més.

### Piràmide de població
La piràmide de població per edats i sexe el 2009 era:
| Homes | Edats   | Dones |
| ----- | ------- | ----- |
| 0     | 95 o +  | 0     |
| 0     | 90 a 94 | 0     |
| 0     | 85 a 89 | 0     |
| 0     | 80 a 84 | 4     |
| 0     | 75 a 79 | 4     |
| 0     | 70 a 74 | 0     |
| 4     | 65 a 69 | 0     |
| 8     | 60 a 64 | 12    |
| 0     | 55 a 59 | 0     |
| 8     | 50 a 54 | 4     |
| 0     | 45 a 49 | 4     |
| 12    | 40 a 44 | 4     |
| 0     | 35 a 39 | 8     |
| 4     | 30 a 34 | 8     |
| 8     | 25 a 29 | 8     |
| 4     | 20 a 24 | 4     |
| 0     | 15 a 19 | 4     |
| 12    | 10 a 14 | 28    |
| 4     | 5 a 9   | 0     |
| 0     | 0 a 4   | 4     |

## Economia
El 2007 la població en edat de treballar era de 97 persones, 64 eren actives i 33 eren inactives. De les 64 persones actives 61 estaven ocupades (33 homes i 28 dones) i 3 estaven aturades (1 home i 2 dones). De les 33 persones inactives 11 estaven jubilades, 18 estaven estudiant i 4 estaven classificades com a «altres inactius».

### Ingressos
El 2009 a Ducy-Sainte-Marguerite hi havia 58 unitats fiscals que integraven 145 persones, la mediana anual d'ingressos fiscals per persona era de 20.591 €.

### Activitats econòmiques
Dels 5 establiments que hi havia el 2007, 1 era d'una empresa de comerç i reparació d'automòbils, 1 d'una empresa d'informació i comunicació i 3 d'empreses de serveis.
L'any 2000 a Ducy-Sainte-Marguerite hi havia 5 explotacions agrícoles.

## Poblacions més properes
El següent diagrama mostra les poblacions més properes.